# Stefan Cebara
Stefan Cebara (Zadar, Croacia, 12 de abril de 1991) es un futbolista croata nacionalizado canadiense. Juega de delantero en FK Utenis Utena.

## Biografía
Es hijo de padres croatas, su padre es de Zadar y su madre de Gospic. Tenía 4 años cuando su familia se trasladó a Belgrado Serbia, cuando tenía 10 años se trasladarían a Calgary Canadá; Una vez allí luego vivirían en Windsor. Comenzó a jugar a los 10 años en Windsor FC.

## Selección
| Selección           | País   | Año  | PJ | Goles |
| ------------------- | ------ | ---- | -- | ----- |
| Selección Sub-20    | Canadá | 2011 | 3  | 0     |
| Selección de Canadá | Canadá | 2013 | 5  | 0     |

## Clubes
| Club             | País       | Año           | PJ | Goles |
| ---------------- | ---------- | ------------- | -- | ----- |
| Zalaegerszegi TE | Hungría    | 2010 - 2011   | 2  | 0     |
| NK Celje         | Eslovaquia | 2012-2014     | 17 | 0     |
| Zlaté Moravce    | Eslovaquia | 2014-2016     | 31 | 2     |
| FK Utenis Utena  | Lituania   | 2017-presente | 7  | 0     |